# C-130J運輸機
洛克希德·馬丁C-130J超級大力神（英語：Lockheed Martin C-130J Super Hercules）是一款美國四引擎渦輪螺旋槳軍用運輸機，也是洛克希德C-130大力神的全面升級版，配備了新型引擎、駕駛艙以及其他改進系統。
C-130J是C-130大力神的最新版本，也是目前唯一仍在生產的型號，截至2022年3月，已交付500架C-130J給22個國家的26個使用者。

## 發展歷史
1994年12月16日，洛克希德公司接獲英國皇家空軍的首批訂單，啟動了 C-130J 的生產計劃。該機型在原有 C-130 的基礎上進行了多項改進，包括更換為勞斯萊斯AE 2100D3引擎、新型六葉片螺旋槳，以及現代化的數位航電系統。首架 C-130J 於1996年4月5日首飛，並於1999年正式投入使用。

## 設計特點
C-130J 的主要改進包括：
- 引擎升級：配備四台勞斯萊斯AE 2100D3渦輪螺旋槳引擎，提供更高的功率和燃油效率[4]。
- 螺旋槳：採用六葉片複合材料螺旋槳，降低噪音並提高性能[6]。
- 航電系統：全數位化的駕駛艙，配備先進的飛行管理系統和平視顯示器，減少了機組人員的工作負荷[7]。
- 機身延長：部分型號（如 C-130J-30）相比基本型號機身加長，以增加載貨量[1]。

## 操作歷史
自投入使用以來，C-130J 被廣泛應用於全球各地的軍事和人道主義任務。美國空軍和海軍陸戰隊在伊拉克和阿富汗的行動中頻繁使用該機型。此外，加拿大、澳大利亞、英國、印度、以色列和意大利等國的空軍也採購並操作 C-130J，用於戰術運輸、空中加油、搜索救援等任務。

## 衍生型

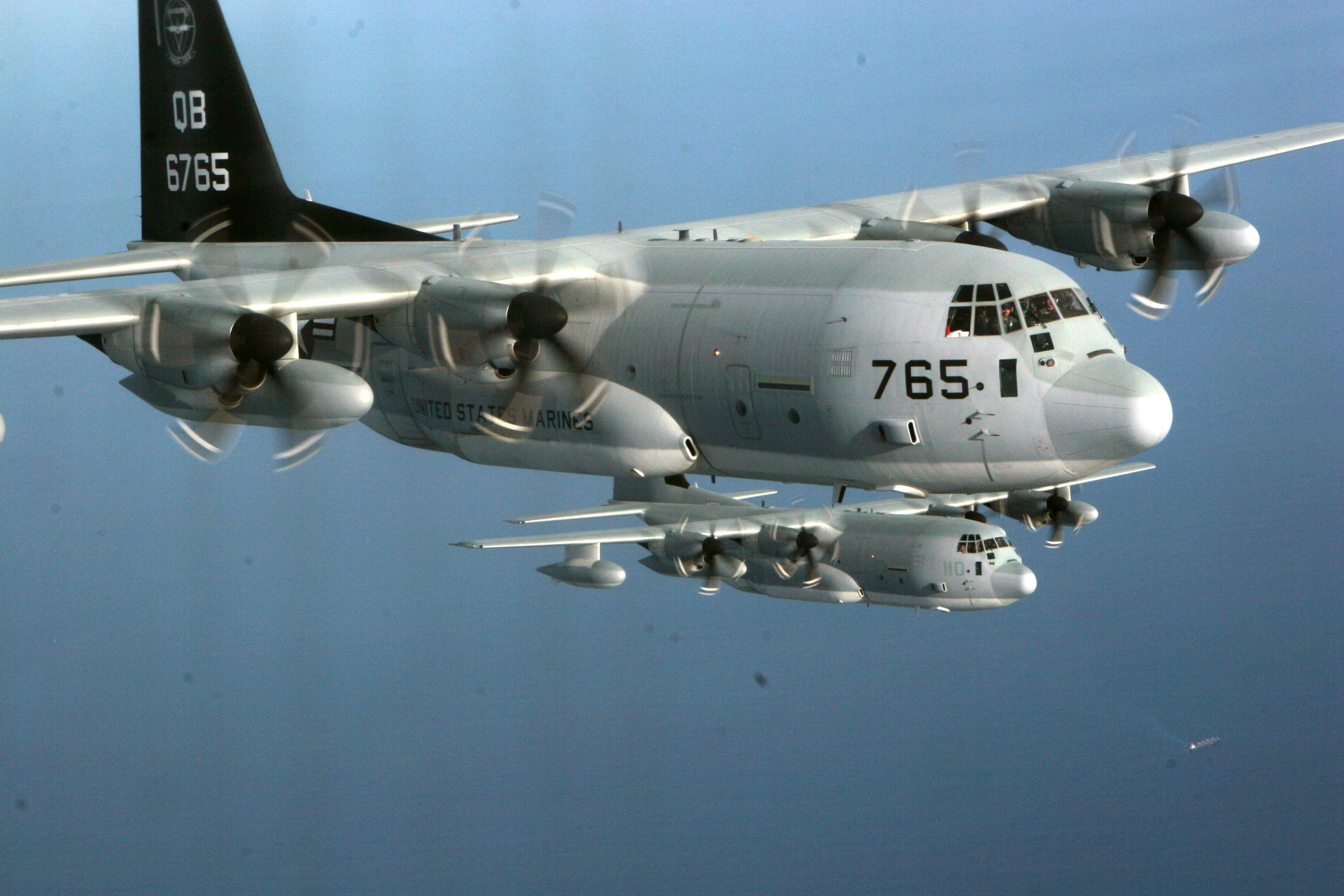
兩架美國海軍陸戰隊VMGR-352中隊的KC-130J於訓練演習中

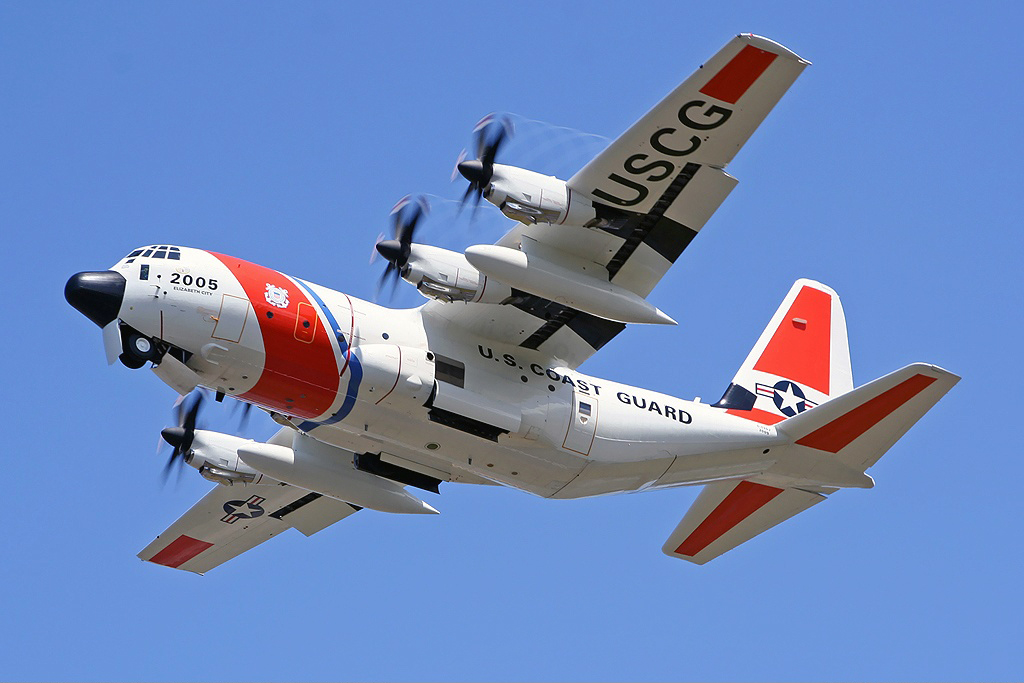
美國海岸防衛隊的HC-130J戰鬥王二型

C-130J 超級大力神
戰術運輸機。
C-130J-30
洛克希德·馬丁公司為其15英尺（4.6米）加長機身版本指定的名稱；美國空軍於2002年後短暫將其命名為CC-130J，後來重新命名為C-130J，因此同一名稱下存在兩種不同的變體。
C-130J-SOF
配備增強型ISR設備的變體，專供特種部隊使用。於2017年6月公開。
CC-130J 大力神
加拿大皇家空軍對C-130J-30的命名。
E-130J
美國海軍TACAMO（戰略空中指揮與控制）專用機，取代E-6 Mercury，基於C-130J-30改裝。
EC-130J 突擊隊獨奏三型
美國空軍特種作戰司令部專用機，由賓夕法尼亞空中國民警衛隊操作。
HC-130J 戰鬥王二型
美國海岸防衛隊使用的遠程巡邏與空海救援機型，美國空軍版本增加空中加油功能。
KC-130J
美國海軍陸戰隊使用的空中加油機與戰術運輸機版本。
MC-130J 突擊二型
專為美國空軍特種作戰司令部設計，原名「Combat Shadow II」。
MC-130J 突擊隊二型 兩棲能力版
提議改裝為雙浮筒水上飛機，以支援海上與近岸作戰；首飛測試多次延期。
WC-130J
美國空軍預備役司令部的颶風獵人氣象偵察機。
大力士C4
英國皇家空軍對C-130J-30的命名。
大力士C5
英國皇家空軍對C-130J的命名。
LM-100J
C-130J-30的民用版本。
SC-130J 海上大力神
提議的海上巡邏機版本，設計用於沿海監視與反潛作戰。

## 使用國家
阿尔及利亚

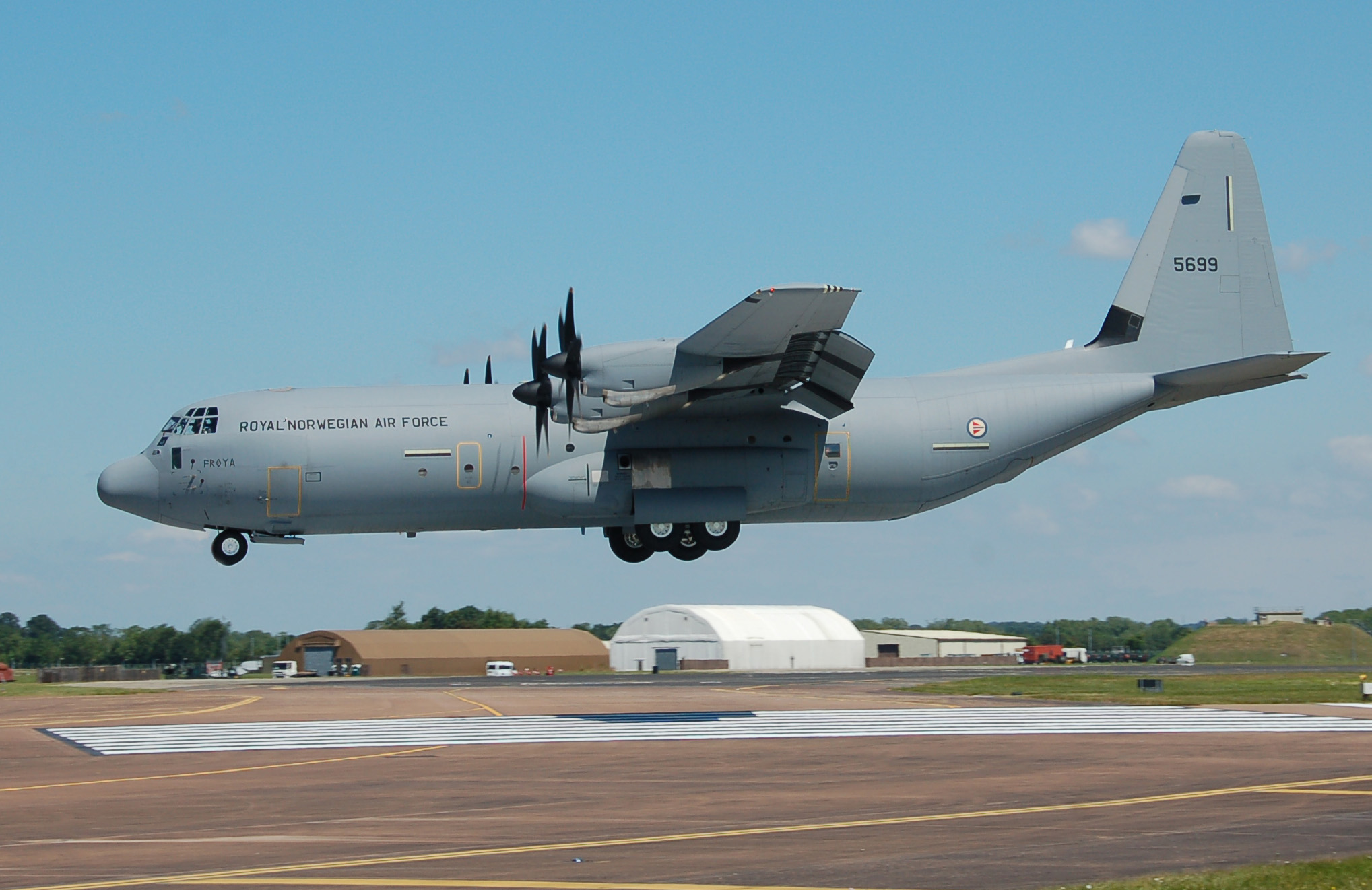
挪威皇家空軍 C-130J 抵達 2014 年 英國皇家國際航空展

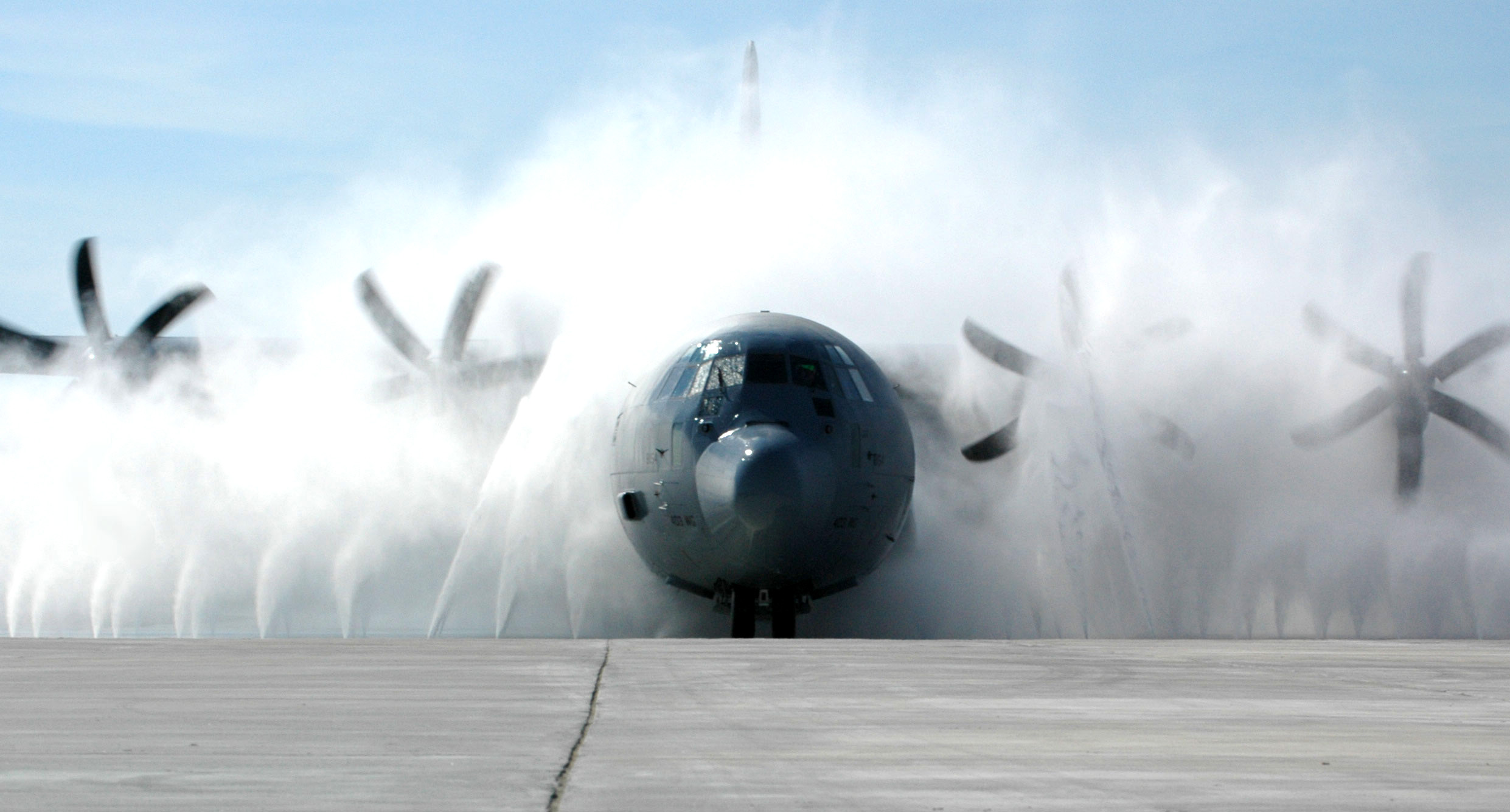
C-130J 在基斯勒空軍基地的清洗系統中進行清潔。

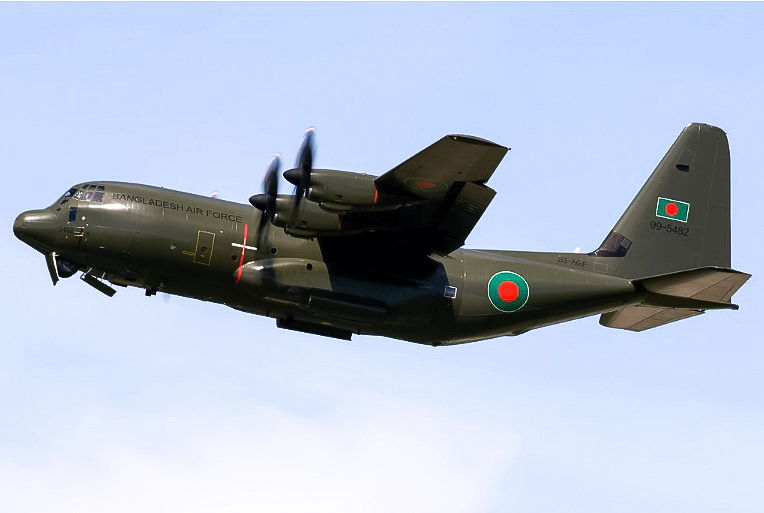
孟加拉空軍 C-130J Mk-5 起飛

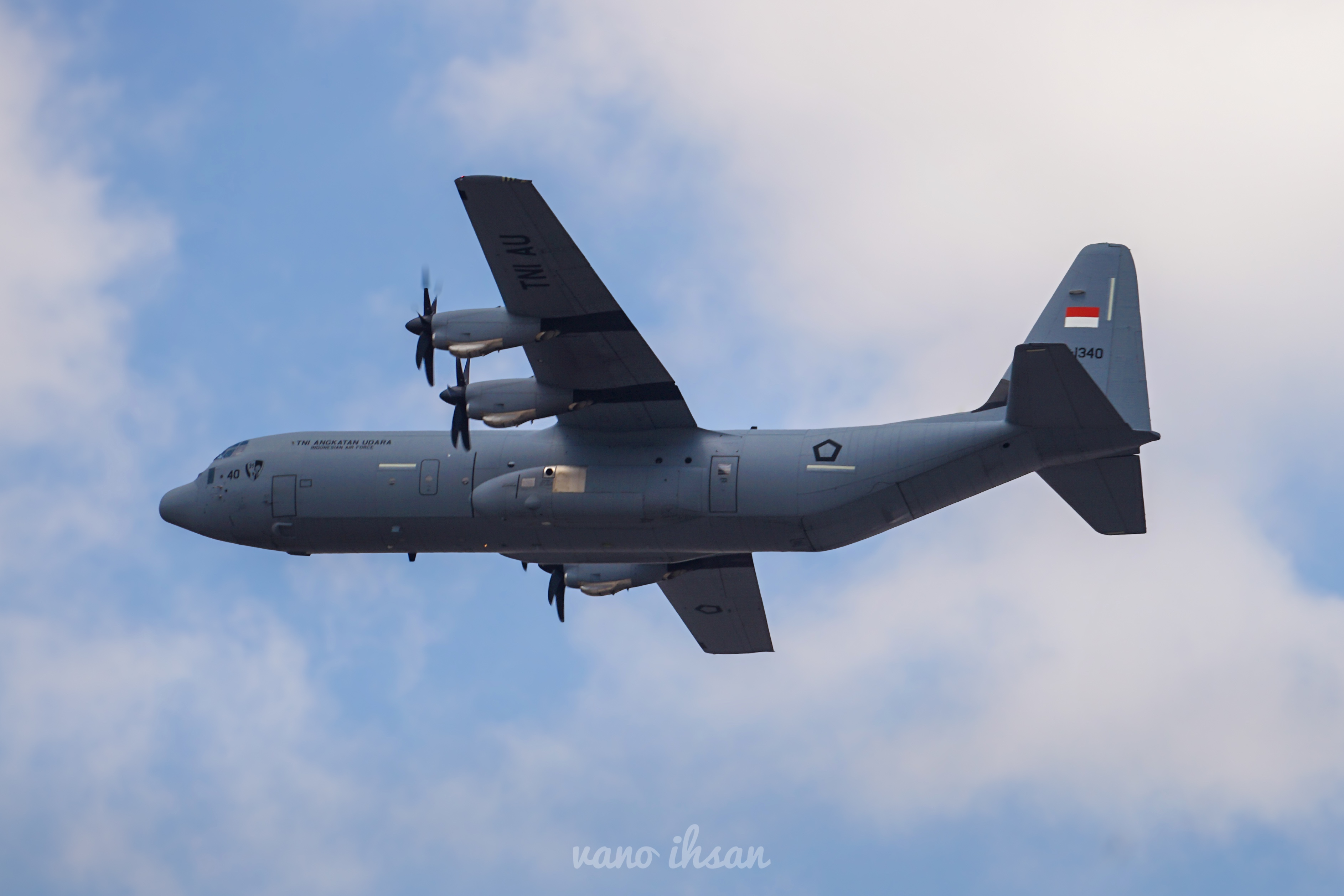
C-130J 在 日惹阿迪蘇馬爾莫國際機場 訓練，為 印尼空軍 2024 年 4 月的建軍日準備

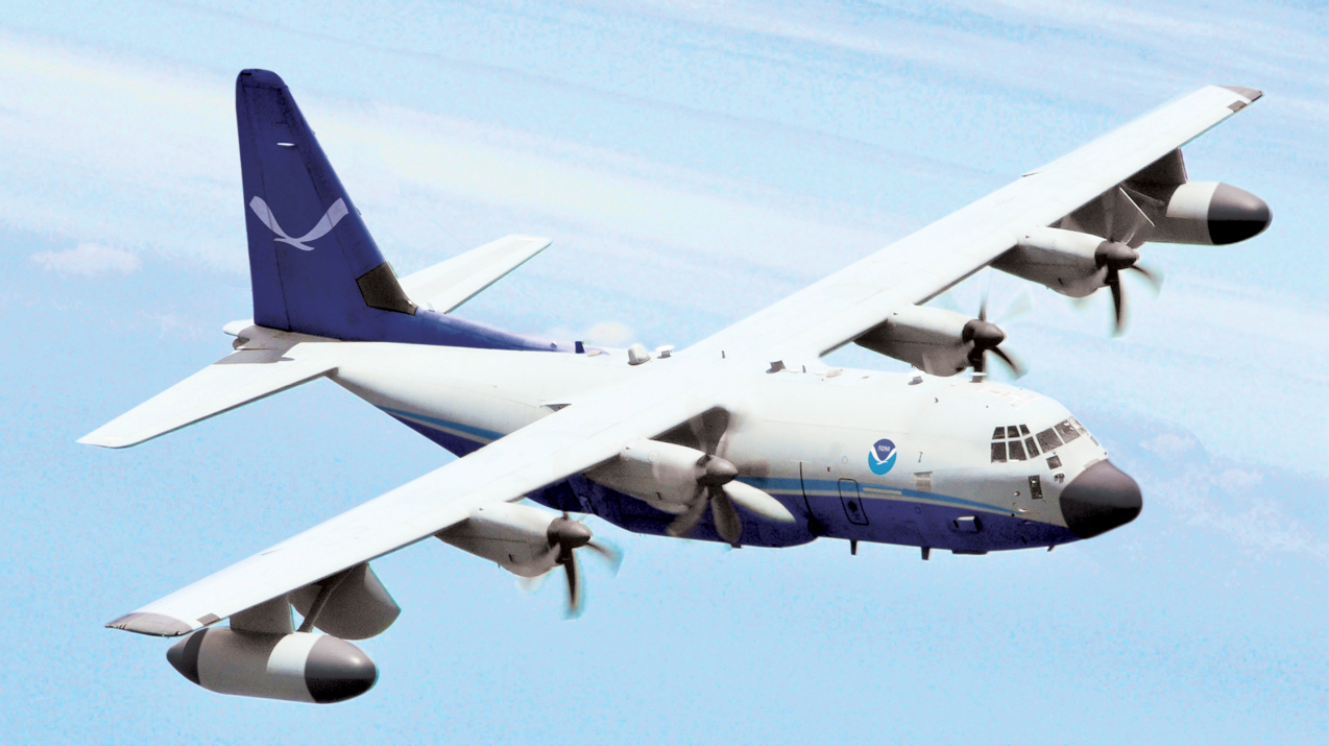
藝術家描繪的 美國國家海洋暨大氣總署 C-130J 颶風獵人 變種機型，預計 2030 年交付

- 阿爾及利亞空軍 —— 截至 2022 年 6 月，兩架 C-130J 在服役中，另有兩架訂購中。[20]

- 澳大利亞皇家空軍 —— 截至 2014 年 1 月，共有 12 架 C-130J-30 服役。[21]2023 年 7 月追加訂購 20 架 C-130J-30。[22]
  - 37 中隊

 巴林
- 巴林皇家空軍 —— 截至 2018 年 12 月，一架前英國皇家空軍 C-130J 服役中，另有一架訂購中。[23]

- 孟加拉空軍 —— 訂購五架前英國皇家空軍 C-130J。[24][25]已接收四架。[26]
  - 101 特殊飛行單位中隊[27]

 加拿大
- 加拿大皇家空軍 —— 截至 2018 年 12 月，共有 17 架 C-130J-30 服役。[28]
  - 第 436 運輸中隊[29]

 丹麦
- 丹麥皇家空軍 —— 截至 2018 年 12 月，共有四架 C-130J-30 服役。[30]

 埃及
- 埃及空軍 —— 訂購兩架 C-130J，計劃於 2019 年交付。[31]

 法國
- 法國空軍 – 兩架C-130J-30與兩架KC-130J，駐紮於奧爾良-布里西空軍基地，隸屬於法德聯合部隊。[32][33]首架C-130J於2018年1月服役。[34]

 德国
- 德國空軍 – 訂購三架C-130J-30與三架KC-130J，將駐紮於法國埃夫勒-福維爾空軍基地，隸屬於法德聯合部隊。[35]

 印度
- 印度空軍 – 截至2019年12月，12架C-130J-30服役中。[36]截至2013年12月，印度共訂購12架C-130J-30；[37][38]一架於2014年墜毀，[37]並於2019年補充替代機。[39]
  - 印度空軍第77中隊
  - 印度空軍第87中隊

 印度尼西亞
- 印尼空軍 – 截至2024年5月，5架C-130J-30服役中。[40]

 伊拉克
- 伊拉克空軍 – 截至2014年1月，3架C-130J-30服役，共訂購6架。[21]

 以色列
- 以色列空軍 – 訂購6架C-130J-30，2013年開始交付。[41]

 義大利
- 義大利空軍 – 截至2022年1月，20架（4架C-130J、10架C-130J-30、6架KC-130J）服役。

 新西兰
- 紐西蘭皇家空軍 – 截至2024年12月19日，5架C-130J-30服役。[42]

 菲律賓
- 菲律賓空軍 – 訂購3架C-130J-30，預計2027年前交付。[43]

 突尼西亞
- 突尼西亞空軍 – 截至2014年12月，共接收兩架C-130J-30[44][45]

 土耳其
- 土耳其空軍 – 計劃從英國皇家空軍接收5架C-130J-30[46]

- 卡達埃米爾空軍 – 截至2014年1月，共運行4架C-130J-30[21]，隸屬第12中隊/第10飛行聯隊。

 美国
- 美國空軍 – 截至2022年3月，共運行273架C-130J及其變體[2]
- 美國海軍陸戰隊/美國海軍 – 截至2022年3月，共運行65架C-130J及其變體[2]
- 美國海岸防衛隊 – 截至2022年3月，共運行15架C-130J及其變體[2]
- 國家海洋和大氣管理局（NOAA） – 訂購兩架C-130J，預計2030年前交付，用於取代NOAA的WP-3D獵戶座颶風偵察機[47]

### 過往使用國家
英国
- 英國皇家空軍 – C-130J的首個使用國。截至2020年，共服役14架（1架C-130J和13架C-130J-30）。皇家空軍的C-130J已於2023年6月30日正式退役[48]。

## 規格（C-130J）
参考资料：美國空軍 C-130 大力神資料表，國際軍用飛機名錄， 現代軍用飛機百科全書
基本信息
- 机组：3人（最少包含兩名飛行員和一名裝載主管）
- 容量：

- 92名乘客（-30型可達128人）或
- 64名空降部隊（-30型可達92人）或
- 6個463L托盤（-30型可達8個）或
- 72名擔架病患（-30型可達97人）

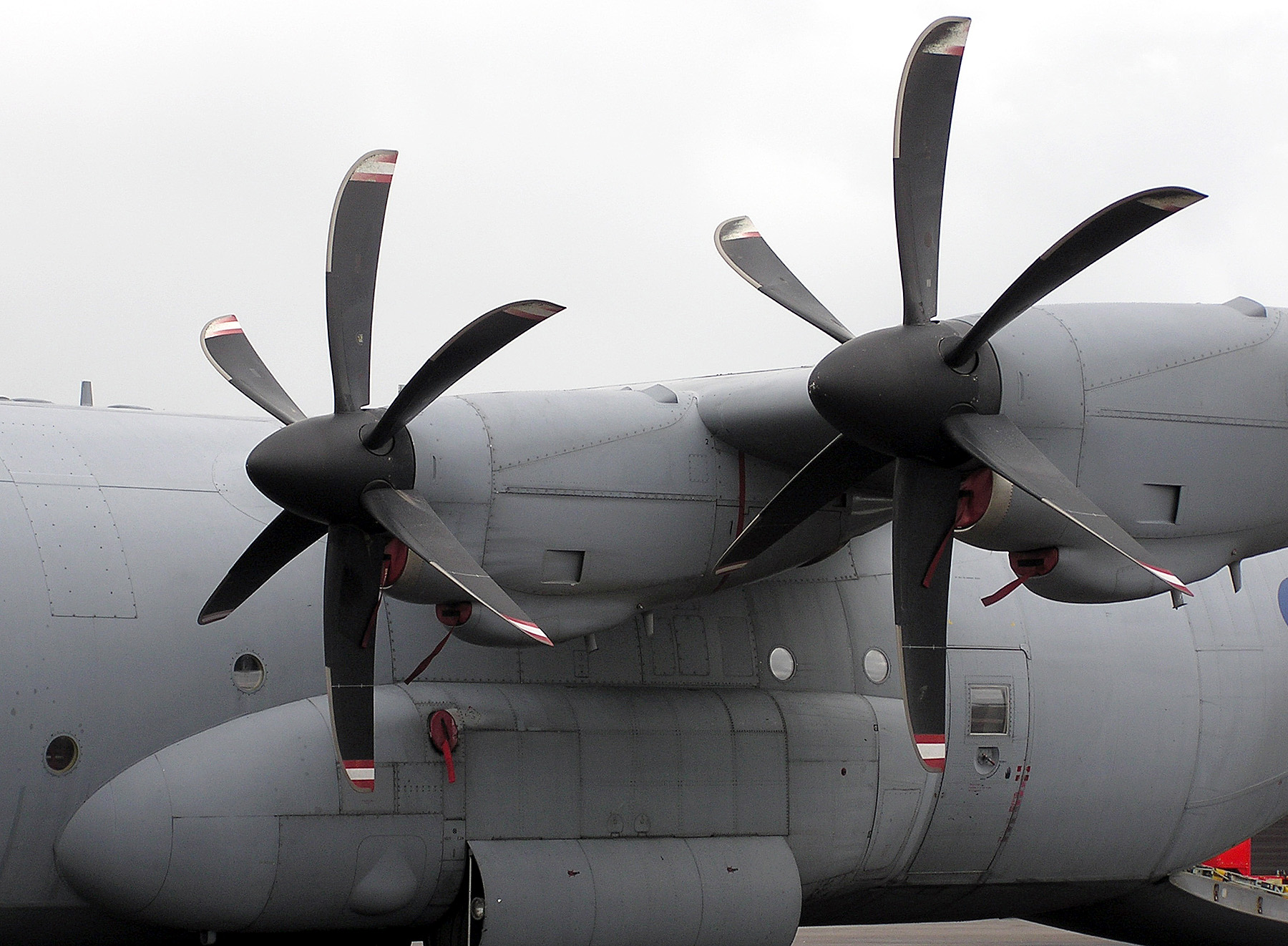
英國皇家空軍 C-130J-30，2004年，六葉螺旋槳特寫。

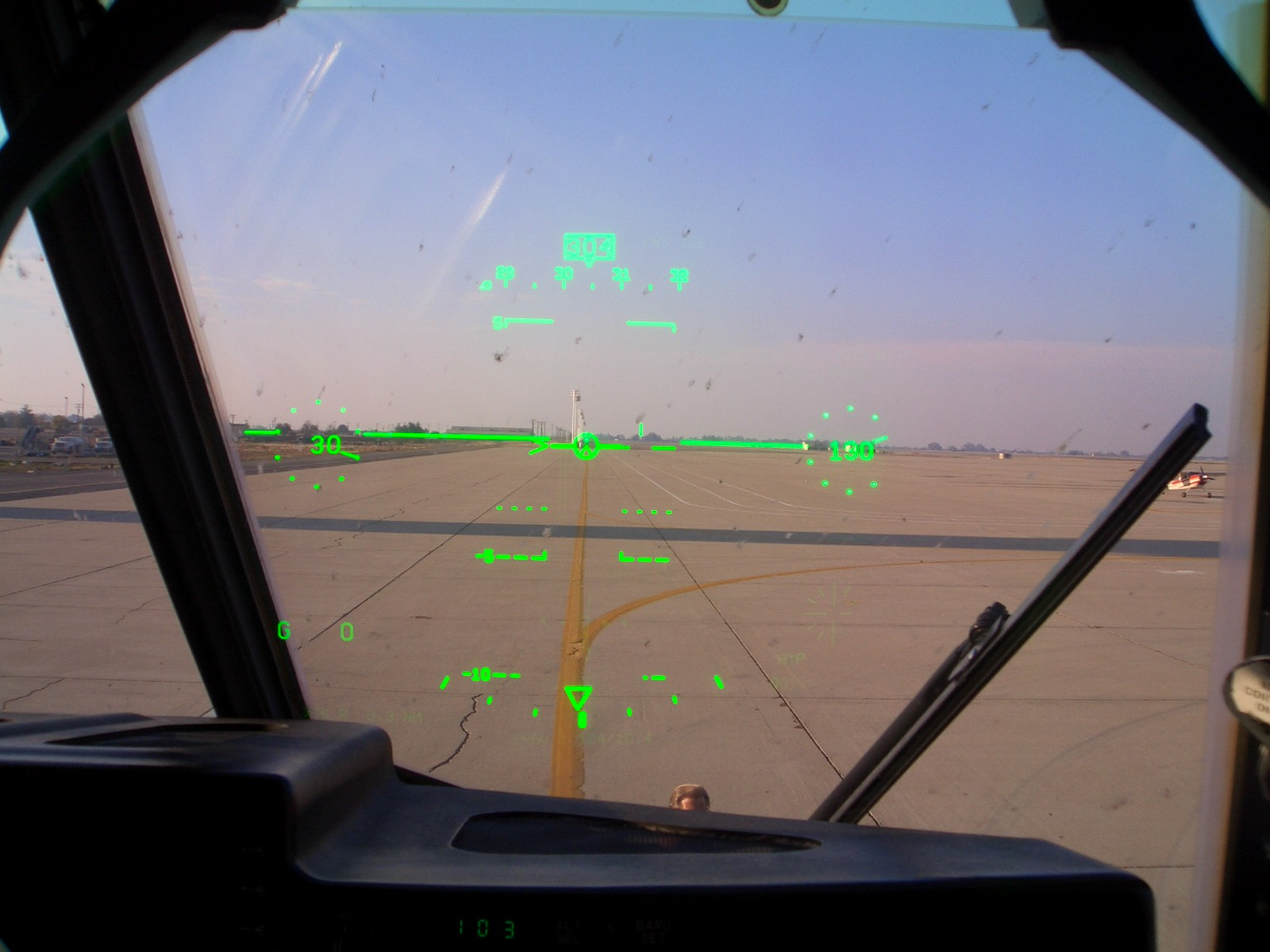
C-130J 副駕駛的抬頭顯示器（HUD）

- 最大允許載重：42,000磅（-30型可達44,000磅）

- 貨艙長度：41英尺（12.50米）
- 貨艙寬度：10英尺（3.05米）
- 貨艙高度：9英尺（2.74米）
- 主要有效載荷：42,000磅（19,051）
- 長度：97英尺9英寸（29.79）
- 翼展：132英尺7英寸（40.41）
- 高度：38英尺10英寸（11.84）
- 机翼面积：1,745平方英尺（162.1平方）
- 翼型：'翼根：'NACA 64A318；翼尖：NACA 64A412[52]
- 空重：75,562磅（34,274）
- 最大起飛重量：155,000磅（70,307）
- 发动机：4台勞斯萊斯 AE 2100D3渦輪螺旋槳發動機，每台4,637匹軸馬力（3,458千瓦特）
- 螺旋桨：6桨叶道蒂 R391 複合材料定速全羽式可逆螺旋槳

性能
- 最大速度：362節（417英里每小時；670每小時）— 馬赫 0.59（在22,000英尺（6,706米）高度）
- 巡航速度：348節（400英里每小時；644每小時）
- 航程：1,800海里（2,071英里；3,334）最大正常載重（34,000磅（15,422））時
- 升限：28,000英尺（8,500）最大載重 42,000磅（19,051） 時
- 絕對升限：40,386英尺（12,310米）[53]

## 引用資料
1. 1 2  洛克希德馬丁官方網站
2. 1 2 3 4
3. ↑  英國皇家空軍官方網站
4. 1 2  Rolls-Royce 官方網站
5. ↑  簡氏防務週刊
6. ↑  美國空軍官方網站
7. ↑  澳大利亞皇家空軍
8. ↑  Simmons, Peter. "More Lockheed Martin C-130J Aircraft Now on Contract." 的存檔，存档日期2006-09-09. Lockheed Martin, 2002年3月。
9. ↑  .   [2019-02-19]. （原始内容存档于2011-09-27）.
10. ↑   (PDF). 2022-01-19  [2023-03-18]. （原始内容 (PDF)存档于2022-01-19）.
11. ↑  Hoyle, Craig. . FlightGlobal. 巴黎. 2017-06-20  [2017-06-22]. （原始内容存档于2017-06-22）.
12. ↑  . rcaf-arc.forces.gc.ca. 加拿大皇家空軍. 2020-06-16  [2019-02-19].
13. ↑  . www.dvidshub.net. 空中戰略指揮、控制與通訊計畫辦公室. 2024-10-21  [2024-10-21].
14. ↑  . Business Insider. 2021-09-16  [2021-09-16].
15. ↑  . Air Force Times. 2022-09-22  [2022-09-22].
16. ↑  . The Drive. 2023-02-02  [2023-02-03].
17. ↑  Rogoway, Tyler. . The Drive. 2017-02-10  [2017-02-11].
18. ↑  . Algérie Eco. 2022-01-23  [2022-03-14]. （原始内容存档于2024-10-09） （法语）.
19. 1 2 3  "世界軍事飛機庫存" 2014 航空與航太。Aviation Week and Space Technology，2014 年 1 月。
20. ↑  . Scramble. NL. 2023-07-24  [2023-07-25]. （原始内容存档于2024-10-09）.
21. ↑  Hoyle Flight International 4–10 December 2018, p. 39.
22. ↑  . 2018-05-10  [2018-05-10]. （原始内容存档于2018-05-10）.
23. ↑  .   [2024-10-09]. （原始内容存档于2019-08-29）.
24. ↑  . somoynews.tv.   [2020-09-17]. （原始内容存档于2024-10-09） （美国英语）.
25. ↑  . Air International. 2024-05-09.
26. ↑  Hoyle Flight International 4–10 December 2018, p. 41.
27. ↑  Kuglin, Ernst. "飛行 50 年" 的存檔，存档日期2011-07-25. Belleville Intelligencer, 2010 年 11 月 19 日。
28. ↑  Hoyle Flight International 4–10 December 2018, p. 43.
29. ↑  . defenceweb.co.za.   [2016-04-13]. （原始内容存档于2016-04-21）.
30. ↑  . avionslegendaires.net. 2015-12-17  [2016-04-27]. （原始内容存档于2016-03-18） （法语）.
31. ↑  Fiorenza, Nicholas. . IHS Jane's 360. 2017-10-20  [2017-10-22]. （原始内容存档于2017-10-22）.
32. ↑  Jennings, Gareth. . IHS Jane's 360. 倫敦. 2018-01-16  [2018-01-16]. （原始内容存档于2018-01-16）.
33. ↑  "Germany – C-130J and KC-130J Aircraft" 的存檔，存档日期2018-10-08.. DSCA新聞稿，2018年5月4日，檢索於2018年10月8日
34. ↑  Hoyle Flight International 4–10 December 2018, p. 46.
35. 1 2  "India Buys C-130J-30 Hercules for Special Forces." 的存檔，存档日期2012-02-05. Defenseindustrydaily.com，2013年1月21日。
36. ↑  . 印度時報. 2013-12-28  [2013-12-28]. （原始内容存档于2013-12-28）.
37. ↑  . Business Standard. 19 August 2024  [7 September 2024].
38. ↑  . 2021-09-09.
39. ↑  "Israel Acquires Additional Lockheed Martin C-130J Super Hercules." 的存檔，存档日期2011-04-30. Lockheed Martin，2011年4月28日。
40. ↑  Mendoza, John Eric. . Inquirer.net. 2023-10-17  [2023-10-17]. （原始内容存档于17 October 2023）.
41. ↑  .   [2014-12-12]. （原始内容存档于2014-12-13）.
42. ↑  . 2014-12-12  [2014-12-17]. （原始内容存档于2014-12-17）.
43. ↑  .   [2025-02-24] （土耳其语）.
44. ↑  . 國家海洋和大氣管理局 - noaa.gov. 2024-09-27  [2024-10-08] （英语）.
45. ↑  . 英國皇家空軍. 英國: 英國國防部. 2023-06-15  [2023-07-10].
46. ↑  "美國空軍 C-130 大力神資料表." af.mil. 2023年9月22日查閱。
47. ↑  Frawley 2002，第108頁.
48. ↑  Lednicer, David. . m-selig.ae.illinois.edu.   [2019-04-16].
49. ↑  "飛行高度." 的存檔，存档日期2012年3月21日，. C-130J/CC-130J. 2012年3月23日查閱。

## 外部連結
- 洛克希德馬丁官方網站
- 美國空軍 C-130J 頁面
- 簡氏防務 C-130J 評論